# Club Bàsquet Santfeliuenc
El Club Basquet Santfeliuenc és una entitat amb més de 85 anys d'història que al llarg dels anys ha fomentat la pràctica d'aquest esport entre els ciutadans de Sant Feliu de Llobregat. L'equip sènior masculí competeix actualment al grup C de la Lliga EBA i el femení sota el nom de Barça CBS juga a la Lliga femenina.

## Història
L'any 1927, el professor d'educació física Rafael Nicolau arriba a Sant Feliu, ja que, com a cap de districte, Sant Feliu podia gaudir d'un professor de gimnàstica. Coneixedor de les regles i tècniques del bàsquet, decideix començar a entrenar nois en aquesta disciplina. El diumenge 13 de febrer de 1927, el CB Santfeliuenc dona els seus primers passos (per bé que durant molts anys s'havia pensat que el club havia estat fundat l'any 1929, el CB Santfeliuenc va obtenir l'alta a la Federació Catalana de Basquetbol el 1927).
A l'equip fundacional se li dona el nom d'Olímpic Basket Club, per bé que no competeix en una divisió oficial fins a l'any 1935, a Tercera Categoria. Els colors d'aquest club eren samarreta blanc amb dues franges horitzontals blaves i pantalons blancs. La primera pista que acull els partits de l'aleshores Olímpic Bàsquet Club es troba a la part superior del camp de futbol de la Pineda -camp on jugava el Santfeliuenc FC, inaugurat el 1925-. El CB Santfeliuenc juga el primer partit davant la Penya Interrogants.
Durant els anys 30, el club juga els seus partits en l'anomenat camp dels Carlins. Posteriorment es trasllada a la pista de l'Ateneu. Després de la Guerra Civil, el club passa a dir-se oficialment Club Bàsquet Santfeliuenc.

### 1939-1940, entre la dissolució i la resistència
El club es veu obligat a jugar a Sant Joan Despí per malentesos amb l'administració local. Jugadors clàssics com ara Joan Cortés, Josep Campderrós, Antoni Amigó, Joan Miró, Gregorio García, Rigol, Llorenç Pié, Nebot o Martí formen part del CBS puixant de postguerra, on comença a despuntar Manuel Martín Vives, "Manolín". Manolín serà el primer santfeliuenc a debutar amb la Selecció Espanyola, samarreta que va dur en 20 ocasions.

### Els anys d'esplendor
A la dècada dels 50, l'entitat consolida la seva estructura i conrea un planter de grans jugadors santfeliuencs. El CB Santfeliuenc estableix de manera definitiva la seva pista de joc a la Unió Coral i la seu social al número 13 del Passeig Bertrand. L'acord entre la Unió Coral i el club es mantindrà fins als anys 70. El club assoleix la màxima categoria del bàsquet català -la lliga espanyola de bàsquet no comença fins a l'any 1956-. Clubs com el FC Barcelona, Espanyol, Círcol, Manresa o Joventut de Badalona passen per la pista del Coro, que s'omple de gom a gom.
L'any 1954, el CB Santfeliuenc, reforçat pels internacionals Kucharsky i Dalmau, celebra les noces d'argent amb el potent Fundación Ateneo de la Juventud de Buenos Aires com a rival, que comptava amb quatre internacionals argentins.
El 20 de maig de 1954, sota la presidència de Josep Torrents, el club redacta els seus estatuts, que són aprovats per la Federació Catalana de Bàsquet. L'article 1 defineix l'objectiu que ha dibuixat la trajectòria de l'entitat: "El Club Baloncesto Sanfeliuense tiene como único fin la práctica amateur del baloncesto entre toda la afición local".
L'any 1961, el CB Santfeliuenc es proclama campió de la Lliga Regional de Catalunya, al Palau d'Esports de Barcelona, en guanyar a la final el CB Prat. Carlos Carbonell, Toni Durán, Magí Mestre, Eduard Amigó, Aleix Badet, Jordi Artigas, Pere Solé, Pere Cortijo, Pahisa, Carlos Urpí, Vicenç Martí, Rojas, Mario Rebes i l'entrenador, Jordi Artigas, escrivien una de les pàgines més brillants de la història del club. Presidia l'equip el mític Pere Planas.

### Canvi de temps
El professionalisme derrota l'amateurisme. El CB Santfeliuenc no pot prendre la cursa del professionalisme i comença a perdre pistonada respecte als grans equips catalans que inicien la professionalització.
L'any 1970, l'equip es trasllada a jugar a les pistes poliesportives del Parc Esportiu Sayrach, al carrer Verge de Montserrat. El 1976, la secció femenina comença a fer els primeres temptatives. Aquesta nova secció del club prenia el relleu de l'equip de treballadores de la Hoechst Ibèrica. Joan Ribas en fou el primer entrenador. 1977, arriba a la presidència Miquel Martí Ollé. 1979, celebració de les Noces d'Or. El Santfeliuenc compleix cinquanta anys.
Però arriben temps de crisi, i cal començar de zero. L'equip absolut perd de manera consecutiva tres categories: de Segona Nacional a Tercera Catalana. L'entitat afronta una profunda reestructuració en un esforç col·lectiu que mira de redreçar el club. La feina d'en Joan-Carles Garcia i Retuerta (entrenador) Manuel Suárez, Pepe Ventura o Xavi Isern, entre molt d'altres, esdevé cabdal per recuperar el temps perdut i assolir dos ascensos.1985, el Club estrena el Palau d'Esports.

### La consolidació d'un projecte
El Santfeliuenc es proclama campió de Primera Catalana sense perdre cap partit (1990-1991). L'equip fa un salt de qualitat amb la incorporació de jugadors contrastats: Xavi Tres, Rafa Afán i l'entrenador Toni Aragón. Ascens a Segona Nacional (1990-1991).
Per la seva banda, el femení clou un cicle magnífic (1988-1992) amb tres ascensos consecutius: de Tercera Catalana fins a Segona Nacional. La jugadora santfeliuenca María José Belmonte juga a la màxima categoria del bàsquet estatal.
L'any 1992, el club signa la vinculació amb el FC Barcelona. Grans entrenadors com Guillermo Eldracher i Pere Pardina passen per Sant Feliu. L'acord de vinculació fa que passin per Sant Feliu jugadors que després s'han fet lloc a la Lliga ACB: Quique Moragas, Pere Capdevila o Quique Junyent, per exemple. A més, comença a despuntar un jove Juan Carlos Navarro, que ràpidament s'incorpora a la disciplina del FC Barcelona.
La temporada 1995-96, el CB Santfeliuenc completa un dels millors equips de les últimes dècades amb Llorenç Mons, Xavier Albesa, Milà, Albert Roure, Sergi Grimau, Francesc Atienza, Pere Capdevila, Txiqui Ruiz, Quini García, Oriol Junyent i Ernest Martínez. Els blaus juguen la fase d'ascens a Primera Nacional B a la ciutat pontevedresa de Vilagarcía de Arousa, i es proclamen campions de la lligueta en vèncer a la final el Concello de Portas per 97 a 83. El primer intent de pujar a la recent creada Lliga EBA queda en suspens. El Club ven la plaça.
El club es consolida a Primera Nacional, que l'any 2001 passa a dir-se Copa Catalunya.
2002, celebració del 75 Aniversari. Un delegació del club és rebuda al Palau de la Generalitat pel president de Catalunya, Jordi Pujol.
2006-2007: El CB Santfeliuenc assoleix l'ascens a la Lliga EBA després de ser campió del grup I de Copa Catalunya i subcampió de la Final Four jugada a Sant Feliu. L'equip entrenat per Àlex Terés i amb jugadors com Josep Querol, Sergi Balagué, Xavi Garrido, Iván Rodríguez, Roger Pons, Dídac Pérez, Xavi Porto, Alberto Taranilla, Álvaro Agustí, Sergi Navarro i Marc Pous porten al Santfe vers el bàsquet semiprofessional espanyol. El CB Santfeliuenc, aquesta vegada, sí que accepta la plaça a EBA.
2007, Miquel Martí deixa, després de tres dècades, la presidència del club. Enric Johnson presideix la nova junta, que es presenta oficialment el 29 de novembre de 2007. "Fem club fem afició" és la divisa escollida per la flamant directiva, que mira de professionalitzar el club i engrescar l'afició en un projecte de ciutat.

### L'explosió a EBA
La temporada 2008-2009 el club comença a EBA amb un dels pressupostos més petits però es converteix en un dels referents. El maig de 2009 juga les fases d'ascens a LEB Plata a Azpeitia però no ascendeix pel bàsquet average que és favorable al club alacantí de la Vila-Joiosa.
La temporada següent es torna a classificar per a les fases d'ascens però després de deixar enrere el CB Guadix i al Platges de Mataró, perd la final a casa contra Reale Ciudad Real.
La temporada 2010-2011 el Santfeliuenc es torna a classificar per l'ascens i aquest cop l'aconsegueix guanyant al Pavelló Juan Carlos Navarro a la final al AB Pacense de Badajoz. L'ascens no es va poder materialitzar per qüestions econòmiques i l'any següent es va tornar a començar a la Lliga EBA.
La temporada 2011-2012 es van aconseguir tots els títols possibles per a un equip català a EBA: es va aconseguir guanyar la Lliga Catalana EBA al desembre, quedar primer de grup al Grup C de la Lliga EBA i tornar a guanyar l'ascens aquest cop contra el CB Cimbis. Però altre cop l'economia del club impedeix a aquest assolir la categoria.
Pel que fa a la secció femenina, l'agost de 2011 el CB Santfeliuenc i el FC Barcelona signen un acord que vincula les dues seccions femenines en un sol projecte sota el nom de "Barça CBS". L'acord amb el CB Santfeliuenc s'allarga fins a la temporada 2015/16. La temporada 2021-22 l'equip aconseguí l'ascens a la màxima categoria quan el Vantage Towers Alcobendas va perdre contra el Manuela Fundación Raca (62-53) i matemàticament proclamava campiones a les catalanes.